# Опашати риби
Опашатите риби (Trichiuridae) са семейство актиноптери от разред Скумриеподобни (Scombriformes).
Таксонът е описан за пръв път от Шарл Люсиен Бонапарт през 1832 година.

## Родове
Подсемейство Aphanopodinae
- Aphanopus
- Benthodesmus

Подсемейство Lepidopodinae
- Assurger
- Evoxymetopon
- Lepidopus

Подсемейство Trichiurinae
- Demissolinea
- Lepturacanthus
- Tentoriceps
- Trichiurus